# BrickLink
BrickLink — найбільший онлайн-маркетплейс для перепродажу продуктів Lego. Його веб-сайт також пропонує ресурси для шанувальників конструктора Lego, включаючи широкий каталог продуктів і деталей та форуми спільноти.

## Історична довідка
BrickLink було засновано Деном Єжеком (англ. Dan Jezek), який зробив це після того, як інші онлайн-продавці були вражені веб-сайтом, ним створеним для свого власного магазину Lego. Сайт спочатку називався BrickBay і почав працювати 19 червня 2000 року. Після того, як інтернет-магазин eBay оскаржив використання «Bay» у назві, у 2002 році фірму було перейменовано на BrickLink.
У 2010 році Єжек раптово помер, і його мати Еліска Єжкова (англ. Eliska Jezkova) замінила сина на посаді генерального директора. У 2013 році сайт був придбаний засновником і генеральним директором корпорації Nexon Чон Джу Кімом, який передав його активи компанії BrickLink Limited, що базувалась у Гонконгу. Кім, сам шанувальник Lego, розробив деякі з найважливіших функцій поточного веб-сайту BrickLink, включаючи програму BrickLink AFOL Designer Program (тепер BrickLink Designer Program). Через сайт продавались високорейтингові фанатські проєкти у вигляді запакованих неофіційних наборів, а також надавалось вільне програмне забезпечення BrickLink Studio для цифрового дизайну конструкцій Lego.
26 листопада 2019 року The Lego Group придбала компанію BrickLink Ltd. за нерозголошену суму.

## Проєкти

### Studio
Studio — безкоштовна комп'ютерна програма для створення віртуальних 3D-моделей із кубиків Lego. Вона була випущена на BrickLink як відкрита бета-версія 13 грудня 2016 року. Наступне велике оновлення програми до версії 2.0, було випущено у відкритій бета-версії 18 липня 2018 року. До програми було додано декілька функцій, зокрема опцію фотореалістичного рендерингу, інтеграцію BrickLink із службою замовлення деталей для фізичного відтворення моделі та генератор інструкції складання. У січні 2022 року The Lego Group оголосила, що BrickLink Studio замінить програмне забезпечення Lego Digital Designer (LDD) як офіційне програмне забезпечення для віртуальних конструкторів Lego.

### Early Access
Early Access — безкоштовна комп'ютерна програма для створення віртуальних 3D-моделей із кубиків Lego. Дуже подібна на Studio, але має ранній доступ до нових деталей та різноманітних функцій. Дата випуску: 9 березня 2021 року. 

### PatDesigner
PartDesigner — безкоштовна комп'ютерна програма для створення та редагування спеціальні частини, створення власних наклейок, додавання та редагування інформації про підключення та прямого імпортування власних частин в Studio. Дата випуску: 20 травня 2019 року.

### BrickLink Designer Program
У 2018 році, щоб відсвяткувати 60-річчя з моменту створення та патентування сучасного дизайну кубиків Lego, BrickLink об'єднав зусилля з The Lego Group для створення програми конструктора AFOL. Це дозволило користувачам завантажувати власні ескізи Lego на конкурс. Проекти-переможці мали можливість отримати краудфінансування та, у разі успіху, продати на маркетплейсі BrickLink.